# ジュリウス・ニエレレ

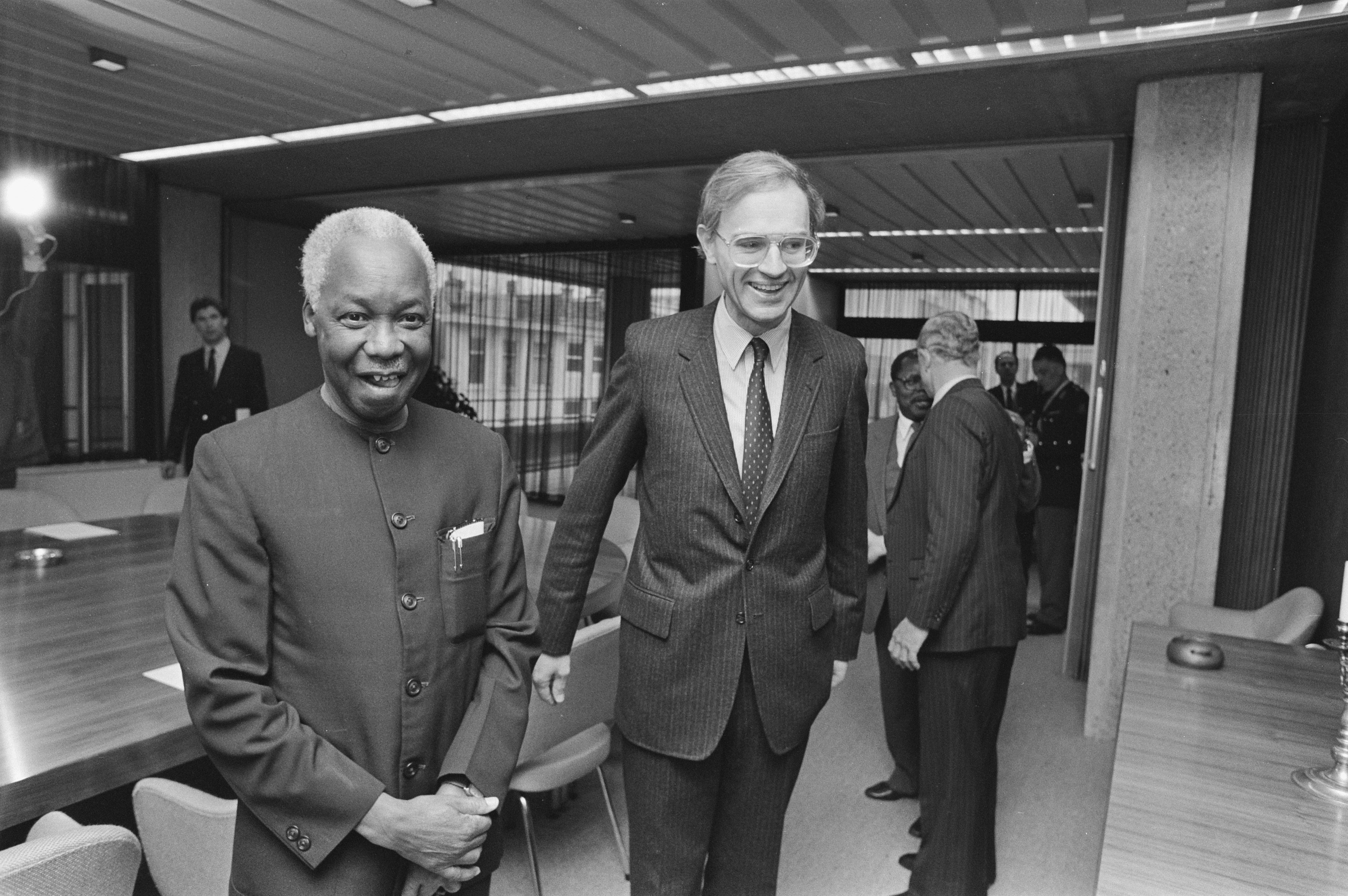
1985年にオランダを訪問したニエレレ（左）

ジュリウス・カンバラゲ・ニエレレ（スワヒリ語: Julius Kambarage Nyerere [ˈdʒulius kɑᵐbɑˈrɑɠɛ ɲɛˈrɛrɛ]; 1922年7月19日 - 1999年10月14日）は、タンガニーカ及びタンザニアの政治家であり、同国の初代大統領。タンガニーカの少数民族、ザナキ族の首長の家系に生まれる。現ウガンダのマケレレ大学卒業、エディンバラ大学修士取得。スワヒリ語でBaba wa Taifa（国家の父）と呼ばれている。カトリック教徒。

## 前半生
ビクトリア湖岸にて生まれる。生家は族長の家で母親は父親の22人いる妻の一人であった。国内での中等教育を経て、ウガンダのマケレレ大学卒業。卒業後は小学校に教師として勤務。この経験から長らく「先生」と呼ばれるようになった。1949年-1952年にイギリスのエディンバラ大学大学院に留学し、歴史学と経済学を学んだ。

## 政治家へ
帰国後再び教職に戻ったが、同時に政治活動を開始。1954年にはタンガニーカ・アフリカ民族同盟(TANU)の創設者の1人となり党首に就任する。ニエレレは社会的平等、民族間の平和維持、タンガニーカの独立を掲げ政治活動を行い、その支持は全土へと急速に広まった。1960年の選挙でTANUが圧勝すると、ニエレレは植民地政府首相となり事実上政権を担う。1961年にタンガニーカの独立が承認されニエレレは初代首相となったが、翌1962年初めに辞任。独立により組織拡大などに追われていたTANUの建て直しなど、党務に専念した。

## 初代大統領
1962年にタンガニーカに大統領制が敷かれると、ニエレレは初代大統領に選出された。東アフリカを東アフリカ連邦に統合する構想を掲げ、1963年12月に独立を達成したザンジバル王国が翌1964年1月のザンジバル革命によって崩壊し、新たに成立したザンジバル人民共和国のアベイド・カルメ大統領がザンジバルとタンガニーカの連邦制を申し出ると、ニエレレはこれを受けて4月にタンガニーカとザンジバルの連合国家の大統領となった。
ニエレレ治下の1960年代から1970年代にかけては1967年2月に発令されたアルーシャ宣言に基づき、タンザニアの社会主義化を進め、ザンビアのケネス・カウンダ大統領とともに結びつきを強めた中華人民共和国から戦車や戦闘機など様々な援助を与えられ、タンザン鉄道や軍事基地の建設も行われた。それまで背広姿だったニエレレは毛沢東の影響を受け、タンザニアスーツと呼ばれる中国の人民服に似た服装を愛用するようになった。同年6月には東アフリカ諸国と協力条約を締結し、タンザニアのアルーシャに東アフリカ共同体（EAC）の本部と事務局が設置された。ニエレレは初等教育や成人教育を通じての、公用語としてのスワヒリ語教育の拡充も進めた。
1975年に汎アフリカ主義とアフリカ社会主義の精神に基づいて白人国家ローデシアやアパルトヘイト体制の南アフリカ共和国と対決するボツワナ、ザンビアとフロントライン諸国（FLS）を結成してタンザニアの大統領を退くまでニエレレは議長を務め、ローデシアや南アフリカ共和国からの経済的な自立を目指して南部アフリカ開発共同体（SADC）の前身である南部アフリカ開発調整会議（SADCC）を設立させ、アフリカ諸国の反政府ゲリラ組織に支持を与えた。
1977年、中国の支援で建設されたアマーン・スタジアムにてTANUとザンジバルのアフロ・シラジ党（ASP）を統合してタンザニア革命党を設立した。同時期、ケニアのジョモ・ケニヤッタがタンザニアやウガンダを上回る議決権を求めたことで東アフリカ共同体は解散した。
1978年には亡命したミルトン・オボテを匿っていたことから対立していた隣国ウガンダのイディ・アミン大統領がタンザニアに侵攻するも、逆にニエレレは猛反撃して1979年にタンザニア軍がウガンダの首都カンパラにまで進撃し（タンザニア＝ウガンダ戦争）、アミン体制を打倒した。アフリカの国家が武力を用いて他のアフリカの主権国家の政権を打倒したという前例のないこの行為は前年の1977年に起きたセーシェルの軍事クーデターへのニエレレの関与とあわせて、内政不干渉の原則に反するとアフリカ統一機構（OAU、現アフリカ連合）の加盟国で物議を醸したが、ニエレレはアミン体制が南アフリカの白人政権よりも大量虐殺を行っていたとして人道性を訴えた。
1980年代に入ると電気や水道などのインフラストラクチュアの崩壊に加え、トイレットペーパーや塩などの日用品さえも不足する事態に至った。このため、ニエレレは経済運営失敗の責任を取り、1985年の大統領選出馬を辞退。ザンジバル出身のアリ・ハッサン・ムウィニを後任として大統領職を辞した。

## 引退後
大統領辞任後も、1990年まではタンザニア革命党党首の座にあり一定の政治力を保持した。1999年に死去した。

## ニエレレの評価

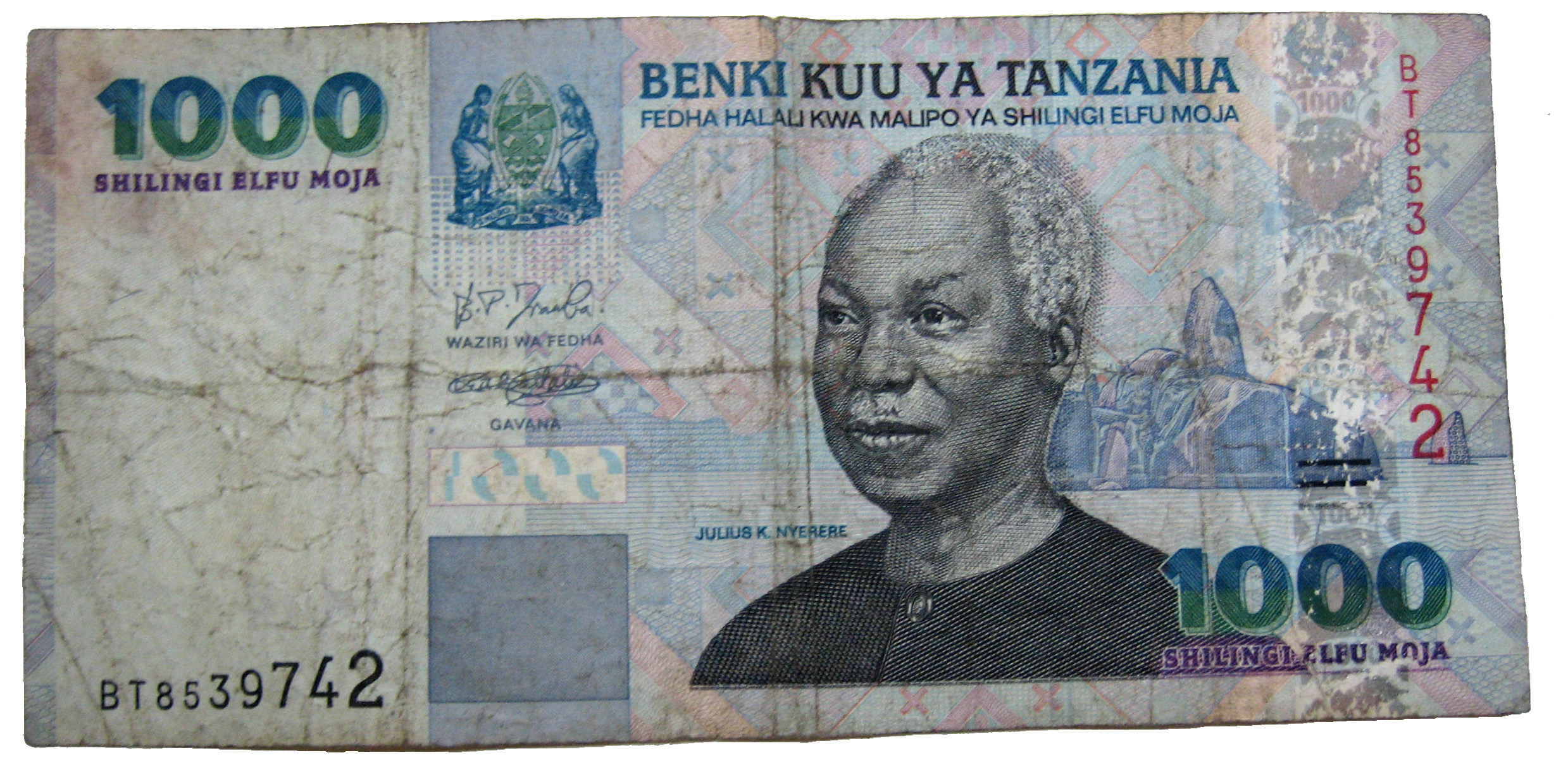
1000タンザニア・シリング紙幣のニエレレの肖像

彼の政策は一般にウジャマー村構想として知られる社会主義政策であり、アフリカ民族社会独自の社会主義的農業集団化方式であるウジャマーを重視し、銀行や企業の国営化などの統制経済により社会の平等化を図る彼の理想主義の現れであった。この計画は旱魃による食糧生産高の激減、輸出作物生産の軽視、及び1970年代の石油危機による原油価格高騰で失敗したものの、他のアフリカの政治家にありがちだった権力にしがみつく独裁者にならず、失政の責任をとって職を辞した彼のアフリカの平和・平等・安定を思う真剣な姿から、彼を「アフリカの父」の1人として尊敬する動きも少なくない。ニエレレにはムワリムという愛称があるが、これはスワヒリ語で「先生」を意味するものである。また、ニエレレは金銭に清廉な人物であった。
ニエレレのウジャマー思想を紹介した論文に、井上順孝「J.K.ニエレレ―ウジャマーの志向するもの」（柳川啓一編『講座宗教学5・聖と俗のかなた』、東京大学出版会、1978年）がある。

## 受賞歴
- ガンディー平和賞（1995年）